# Złota Przełączka
Złota Przełączka (słow. Ušaté sedlo) – przełęcz położona na wysokości ok. 2230 m n.p.m. w słowackich Tatrach Wysokich. Znajduje się w bocznej grani odchodzącej na północny zachód od wierzchołka Małego Kieżmarskiego Szczytu. Oddziela ścianę tego szczytu od położonej tuż obok Złotej Turni.
Spod Złotej Przełączki do Złotego Kotła w północnej ścianie Małego Kieżmarskiego Szczytu opada długi żleb zwany Niemiecką Drabiną, dzielący ścianę tę na górne i dolne piętro. W kierunku Miedzianej Kotliny ze Złotej Przełączki opada natomiast Niemiecka Ławka – półka łącząca ją z Miedzianym Przechodem, położonym w zachodnim żebrze Małego Kieżmarskiego Szczytu.
Na siodło przełęczy nie prowadzą żadne znakowane szlaki turystyczne, dla taterników prowadzi nią droga przez Niemiecką Drabinę i Miedziane Ławki na Łomnicę – piękna widokowo, ale nie najłatwiejsza. Najdogodniej Złotą Przełączkę można osiągnąć z Doliny Zielonej Kieżmarskiej ukosem przez ścianę Małego Kieżmarskiego Szczytu, Złotą Drabiną i dalej Niemiecką Drabiną. Inna droga wiedzie na przełęcz z Miedzianego Ogródka w Miedzianej Kotlinie (odgałęzieniu Doliny Dzikiej) – początkowo Miedzianą Drabiną i dalej Niemiecką Ławką.
Przełęcz była znana poszukiwaczom skarbów już od początków XVIII wieku. Prace górnicze prowadziła w tym rejonie rodzina Fabri z Kieżmarku.
Nazwa przełęczy i innych sąsiednich obiektów związana jest z poszukiwaniami, które miały na celu wydobycie złota.

## Historia
Pierwsze wejścia turystyczne:
- niepewne: Valér Horti z dwoma towarzyszami i być może przewodnikiem, między 1880 a 1889 r.,
- pewne: August Otto, przewodnicy Johann Breuer i Johann Franz (senior), 23 lipca 1905 r. – letnie,
- Eduard Gánocz i István Zamkovszky, zima 1927 r. – zimowe[1].

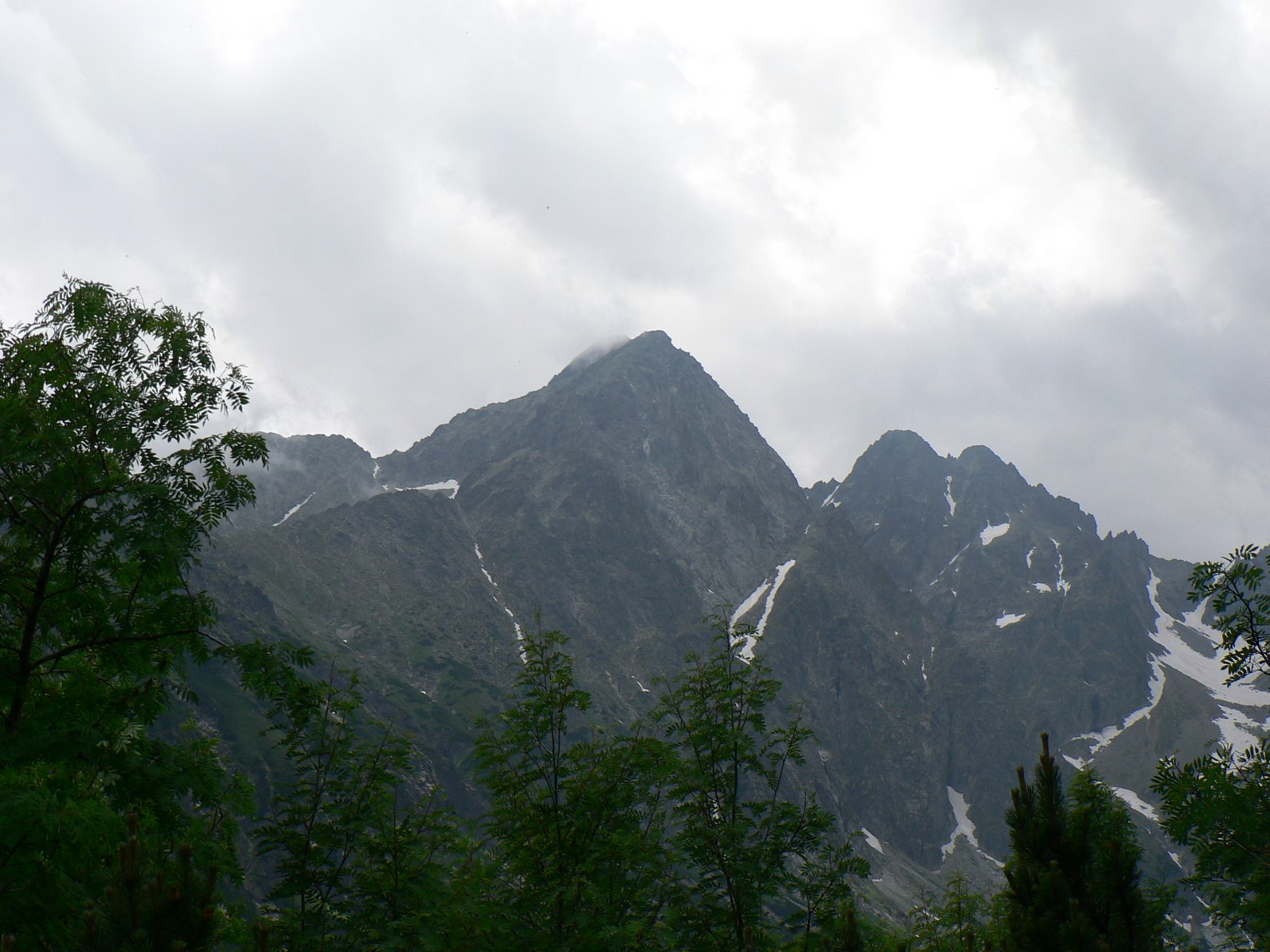
Złota Przełączka widoczna w ścianie Małego Kieżmarskiego Szczytu (nieco na prawo, poniżej wierzchołka)
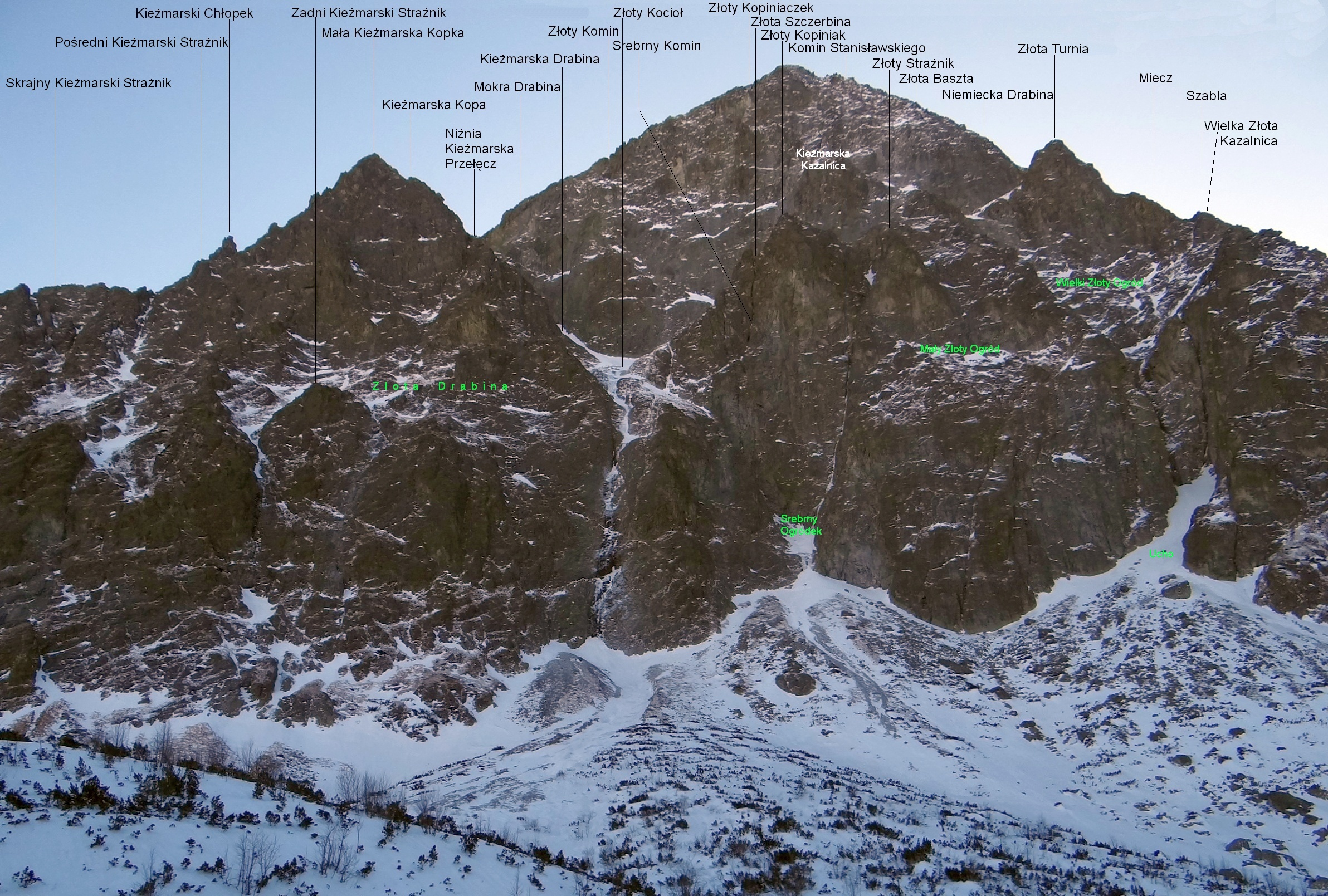
Złota Przełączka po lewej stronie Złotej Turni